# Dawit Bek (Sjunik)
Dawit Bek – wieś w Armenii, w prowincji Sjunik. W 2011 roku liczyła 796 mieszkańców.